# 开阳县 (西汉)
开阳县，中国古县名。在今山东省临沂市境。
春秋时期为鄅国地，国君为妘姓，国都在启阳邑。春秋末被鲁国吞并。汉初，于此置启阳县。汉景帝时，为避景帝名讳，改名为开阳县。东汉为琅邪国治所，后来建安二十一年（216年）权臣曹操杀琅邪王刘熙，琅邪国除。北魏时，撤销建制。